# Smal sågmossa
Smal sågmossa (Atrichum angustatum) är en bladmossart som beskrevs av Bruch och W. P. Schimper in B.S.G. 1844. Smal sågmossa ingår i släktet sågmossor, och familjen Polytrichaceae. Enligt den svenska rödlistan är arten akut hotad i Sverige. Arten förekommer i Götaland. Artens livsmiljö är jordbrukslandskap, stadsmiljö. Inga underarter finns listade i Catalogue of Life.

## Bildgalleri

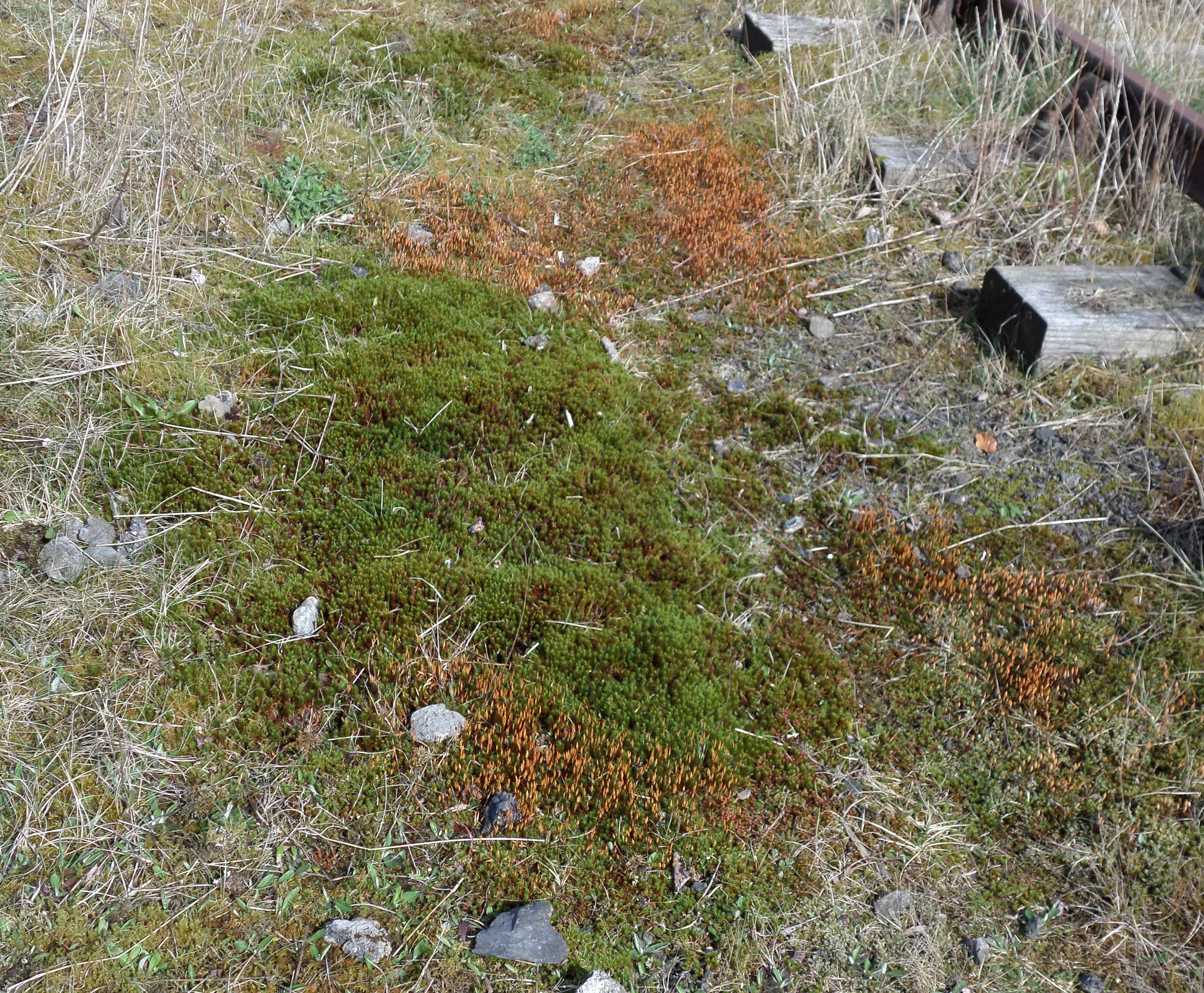
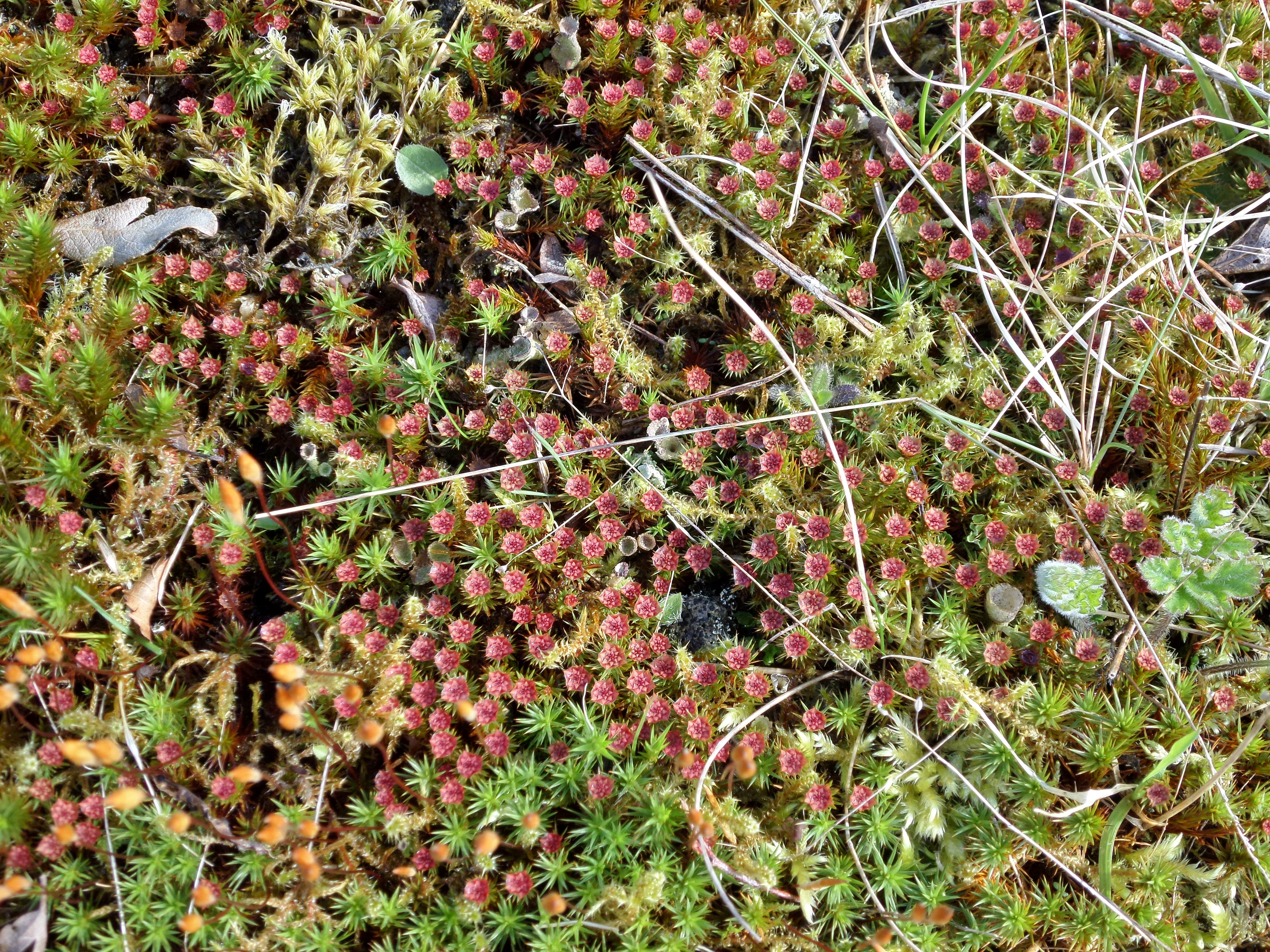